# Rotsidan
Rotsidan (dialektalt Rotsia) är ett naturreservat i Kramfors kommun i Västernorrlands län.
Området är naturskyddat sedan 1974 och är 116 hektar stort. Reservatet ligger vid kusten utmed stranden och består närmast vattnet av slipade berghällar med klapperstensfält i svackor. Längre upp finns det tallar och än lägre upp granskog.